# Hanna Podymachina
Hanna Podymachina, née le 26 février 1924 à Berlin et morte le 16 avril 2013, est une militante antifasciste allemande et membre d'un service de propagande de l'Armée rouge.

## Biographie
Hanna Bernstein est née le 26 février 1924 à Berlin, dans une famille juive et communiste. Elle a un frère plus âgé de deux ans. Son père, Rudolf Bernstein (de), est député du Parti communiste d'Allemagne (KPD) à l'assemblée du district de Berlin-Mitte. il est arrêté après l'incendie du Reichstag en février 1933 et appelé à témoigner dans le procès de Georgi Dimitrov. Il est emprisonné dans le camp de concentration de Sonnenburg jusqu'en décembre 1933. A sa libération, il s'enfuit à Copenhague où sa femme et leurs deux enfants le rejoignent. La famille émigre ensuite en Union soviétique en juin 1934,,,,. 
À Moscou, Hanna Bernstein fréquente l'école bilingue Karl-Liebknecht et passe son Abitur,.
Elle rejoint une unité de propagande de l'Armée rouge en 1942. Elle est une des rares femmes allemandes dans l'armée soviétique. Grâce à sa connaissance de la langue allemande, elle est interprète lors des interrogatoires de prisonniers de guerre et déserteurs allemands, analyse les lettres de soldats allemands et rédige les tracts destinés aux soldats de la Wehrmacht. Elle s'adresse à eux par haut parleur dans un véhicule placé près de la ligne de front ou depuis un avion qui survole les positions allemandes, pour les encourager à déserter. Avec le grade de lieutenant, puis Oberleutnant, elle accompagne ainsi le 3e front ukrainien d'Ukraine à la République moldave, la Roumanie, la Bulgarie jusqu'à Vienne où elle se arrive le 13 avril 1945 . Elle rapporte avoir appris la victoire dans un hôpital de la ville où elle est soignée pour une malaria sévère. Elle est transférée quelques mois plus tard à l'administration militaire soviétique à Berlin,,,. 
En 1946, elle épouse le capitaine soviétique Semion Podymachina, avec qui elle retourne à Moscou en 1949.
De 1953 à 1960, Hanna Podymachina est interprète en chef à l'ambassade de la République démocratique allemande à Moscou. En mai 1960, elle s'installe à Berlin-Est avec sa famille. Elle y travaille encore comme interprète jusqu'à sa retraite et s'engage dans l'Association des persécutés du régime nazi  (VVNBdA) ainsi que dans l'Association des Allemands de la Résistance (Verband Deutscher in der Résistance), dans les forces armées de la coalition antihitlérienne (Streitkräften der Antihitlerkoalition) et le  Mouvement Allemagne libre (de). Longtemps, elle témoigne de l'histoire des résistants allemands, dans les écoles notamment.
Hanna Podymachina meurt le 16 avril 2013 à Berlin. Elle est inhumée dans la tombe de ses parents au Cimetière central de Berlin-Friedrichsfelde.

## Distinctions
Hanna Podymachina est décorée à de nombreuses reprises : Médaille russe de la bravoure (de), Médaille de la Victoire à l'effigie de Staline, Ordre de la Libération de Belgrade, Ordre de la Prise de Vienne, Médaille commémorative du 65e anniversaire de la victoire dans la Grande Guerre patriotique,,. Elle déclare, avec humour, « Si je les porte toutes, je vais tomber ».